# مرکوری-اطلس ۶
مرکوری-اطلس۶ (به انگلیسی: Mercury-Atlas 6) بخشی از پروژهٔ مرکوری و سومین پرواز فضایی با سرنشین ایالات متحدهٔ آمریکا بود. این پرواز فضایی توسط ناسا و در تاریخ ۲۰ فوریه سال ۱۹۶۲ میلادی انجام شد. این مأموریت فضایی توسط جان گلن تفنگدار دریایی سابق ایالات متحده؛ و در نهایت عضو مجلس سنای ایالات متحدهٔ آمریکا، خلبانی شد. جان گلن با انجام سه بار گردش در مدار زمین نخستین فضانورد ایالات متحده آمریکا بود که در مدار نزدیک زمین قرار گرفت و آن را دور زد.
مدارگرد با سرنشین مرکوری-اطلس ۶ توسط یک فروند موشک «اطلس ال وی ۳بی» از مجتمع شماره ۴ پایگاه نیروی هوایی کیپ کاناورال در فلوریدا به مدار زمین حمل شد. بعد از ۴ ساعت و ۵۶ دقیقه پرواز فضایی، مرکوری-اطلس ۶ به اتمسفر رمین بازگشت و خود را در آب‌های اقیانوس اطلس انداخت و توسط ناو یواس‌اس نوا (دی‌دی-۸۴۱) از آب گرفته شد. این فضاپیمای مرکوری، «دوستی هفت» (Friendship 7) نامیده شد.

## آماده‌سازی
پس از پایان موفقیت‌آمیز مرکوری-اطلس ۵ که شامپانزهٔ فضانورد اینوس را زنده به زمین بازگردانید، ناسا در نوامبر ۱۹۶۱ میلادی اعلام کرد که جان گلن به عنوان خلبان اول مرکوری۶ نخستین مدارگرد با سرنشین ایالات متحدهٔ آمریکا برگزیده شده و مالکوم اسکات کارپنتر او را پشتیبانی خواهد کرد. در همین هنگام همچنین اعلام شد که دیک اسلایتون و والی شیرا هم به ترتیب به عنوان خلبان اول و پشتیبان برای مدارگردی با سرنشین بعدی (مرکوری-اطلس ۷) برگزیده شده‌اند.